# Emil Breslaur
Emil Breslaur (* 28. Mai 1836 in Cottbus als Samuel Breslaur; † 26. Juli 1899 in Zehlendorf, Kreis Teltow) war ein deutscher Pianist und Komponist.

## Leben
Breslaur besuchte das Gymnasium seiner Heimatstadt und das Lehrerseminar in Neuzelle. Anschließend wurde er Prediger und Religionslehrer der jüdischen Gemeinde in Cottbus. 1863 ging er nach Berlin und studierte dort vier Jahre am Stern’schen Konservatorium, wo er sich besonders um die pädagogische Seite des Klavierunterrichtes bemühte. Seine Lehrer waren Jean Vogt und Heinrich Ehrlich (Klavier), Flodoard Geyer und Friedrich Kiel (Komposition), Hugo Schwantzer (Orgel) und Julius Stern (Partiturlesen und Dirigieren). Von 1868 bis 1879 arbeitete Breslaur als Lehrer an Theodor Kullaks Neuer Akademie der Tonkunst. 1878 begründete er die Zeitschrift Der Klavier-Lehrer, die er bis zu seinem Tod herausgab; 1883 wurde er Chorleiter der Reformierten Synagoge in Berlin. Er begründete einen Kreis von Musiklehrern, aus dem 1886 der Deutsche Musiklehrer-Verband hervorging.
Neben seiner pädagogischen und kompositorischen Tätigkeit schrieb Breslaur auch Musikkritiken und veröffentlichte mehrere Bücher. Von besonderem Wert sind seine Publikationen zur Methodik des Klavierunterrichts. Dazu gehört seine Klavierschule op. 41, die er 1889 auch an Clara Schumann senden ließ.
Er war seit 1877 mit der aus der Bromberger Gegend stammenden Emilie Tugendreich verheiratet.

## Werke (Auswahl)
- Zur methodischen Uebung des Klavierspiels (= Osterprogramm der Neuen Akademie der Tonkunst, Beilage), Berlin: Krause, 1871
- Methodik des Klavier-Unterrichts in Einzelaufsätzen. Für Lehrer und Lernende. Mit vielen Abbildungen und erläuternden Notenbeispielen, Berlin: N. Simrock, 1886
- Sind originale Synagogen- und Volks-Melodien bei den Juden geschichtlich nachweisbar? Vortrag gehalten im Verein für jüdische Geschichte und Litteratur in Berlin, Leipzig: Breitkopf & Härtel, 1898